# Kota Kinabalu
Kota Kinabalu (pronuncia: [ˈkɔtɑ kɪnɑbɑlʊ], precedentemente nota come Jesselton) è la capitale dello stato di Sabah in Malaysia. La città è anche la capitale della divisione West Coast, una delle cinque suddivisioni amministrative di primo livello (divisioni) dello stato di Sabah.
Kota Kinabalu è situata sulla costa nord-occidentale dell'isola del Borneo e si affaccia, tramite la baia di Gaya, sul Mar Cinese Meridionale. A 3 chilometri al largo della costa cittadina, si trova il secondo parco nazionale dello stato malese, il parco nazionale Tunku Abdul Rahman, che occupa un'area totale di 50 km2, comprende cinque isole, le rispettive barriere coralline e il tratto di mare circostante. A est-nord-est, il panorama è dominato dal monte Kinabalu (4.095 metri) che dà il nome alla città ed è la vetta più alta della catena montuosa del Crocker, la quale separa la costa nord-occidentale del Borneo da quella orientale.
Kota Kinabalu - con una popolazione stimata, al 2009, di 579.304 abitanti - è la sesta città della Malesia per numero di abitanti e il più grande centro urbano dello stato di Sabah; la sua area metropolitana, che comprende il sobborgo di Putatan e l'intero distretto di Penampang, supera i 700.000 abitanti. Conosciuta in patria e all'estero con l'abbreviazione K.K., Kota Kinabalu rappresenta per la Malesia un'importante meta turistica (una delle principali attrazioni è il parco nazionale di Kinabalu, 88 km ad est della città) e un popolare luogo di passaggio per i viaggiatori che visitano il Sabah e il Borneo.. La cittadina è anche uno dei maggiori centri industriali e commerciali della Malaysia Orientale. Questi due fattori economici hanno contribuito al rapido sviluppo demografico della città a cavallo del XXI secolo (da 160.122 abitanti nel 1991 e 305.382 nel 2000, fino a quasi 600.000 abitanti nel 2009).

## Storia

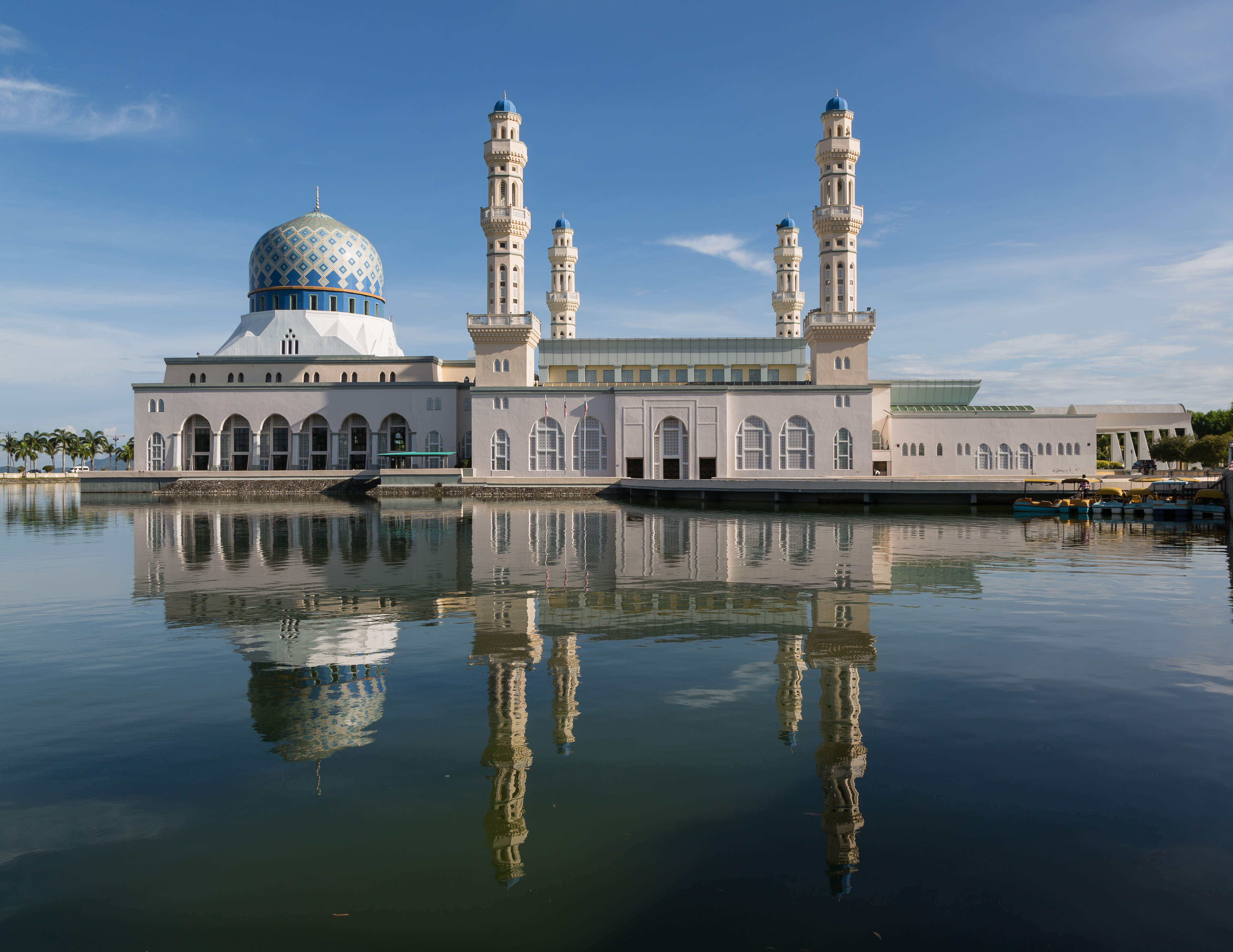
Facciata sud della moschea di Kota Kinabalu

Negli ultimi decenni del XIX secolo, la Compagnia Britannica del Borneo del Nord (British North Borneo Company) ottenne l'amministrazione del protettorato britannico del Borneo del Nord (istituito formalmente nel 1888 e corrispondente all'attuale stato del Sabah) e la mantenne fino al 1946. Nel 1882, la Compagnia aveva fondato un avamposto commerciale sull'isola di Pulau Gaya, già abitata da popolazioni di etnia Bajau. Nel 1897, l'insediamento inglese fu distrutto dai ribelli Bajau e Tausūg capeggiati da Mat Salleh che tra il 1894 e il 1900 guidò un movimento di ribellione anticoloniale nel Borneo settentrionale.
Al termine della rivolta, nel 1899, la Compagnia decise di trasferire la stazione commerciale sul tratto di costa antistante presso un villaggio di pescatori che da quel momento prese il nome informale di Api-Api. Il nuovo insediamento (la futura Kota Kinabalu) fu destinato a diventare il terminal portuale e la stazione di testa della rete ferroviaria del Borneo del Nord (North Borneo Railway). Il villaggio si espanse e prese il nome di Jesselton, in onore di Sir Charles Jessel, l'allora vicepresidente della Compagnia. Col tempo e grazie all'apporto della nuova linea ferroviaria, Jesselton divenne il più grande centro commerciale del Borneo settentrionale, in modo particolare per il commercio della gomma, ma anche di cera, tabacco (la cui coltivazione fu importata dagli inglesi), malacca, petrolio e svariate altre risorse minerali e naturali.
Durante la seconda guerra mondiale, Jesselton fu gravemente danneggiata dagli inglesi in ritirata per impedire che i giapponesi ne potessero sfruttare l'apparato industriale e logistico. Dopo la conquista giapponese, il 9 gennaio 1942, l'insediamento riottenne il nome originario di Api-Api. Nel 1943, in risposta alla brutale occupazione, il mercante cinese Albert Kwok organizzò alcuni abitanti del luogo in un movimento di guerriglia noto come Kinabalu Guerrillas che poteva contare anche sull'appoggio delle tribù delle isole al largo della costa. Il 10 ottobre dello stesso anno, circa 300 insorti occuparono le città di Tuaran e Menggatal, ma fallirono successivamente la presa di Jesselton e, nel gennaio del 1944, vennero tutti uccisi o fatti prigionieri segnando la fine della ribellione. La parte ancora intatta della città fu distrutta dai bombardamenti degli Alleati nell'estate del 1945, nell'ambito della campagna del Borneo, una serie di assalti con mezzi anfibi condotti dagli australiani, col supporto navale e aereo degli Stati Uniti, finalizzato alla conquista di tutte le posizioni costiere giapponesi nel Borneo settentrionale e orientale. Al termine della guerra, dopo la resa giapponese a Labuan il 10 settembre del 1945, erano rimasti in piedi solo tre edifici della città.
Il 15 luglio 1946, l'intera regione ritornò formalmente sotto l'amministrazione della Compagnia Britannica del Borneo del Nord, che, tuttavia, non aveva i mezzi economici per fare fronte alle imponenti spese necessarie alla ricostruzione e si vide costretta, nello stesso anno, a cederne il controllo alla corona inglese. Il nuovo governo coloniale scelse di ricostruire Jesselton come capitale del Borneo del Nord al posto di Sandakan, anch'essa distrutta nel corso della guerra.
Jesselton rimase capitale della colonia fino a quando lo stato, col nome di Sabah, entrò a far parte della federazione malese nel 1963. Il 30 settembre 1968, la città assunse il nome attuale e, il 2 febbraio 2000, ottenne lo status ufficiale di "città".

## Etimologia

### Kota Kinabalu
Kota Kinabalu prende il nome dal monte Kinabalu, situato a circa 90 km a est-nord-est della città. Il significato e l'origine della parola kinabalu sono incerti. Secondo il folklore degli abitanti di etnia Kadazandusun, kinabalu è una parola composita col significato di «vedova» (balu in malese) [di un] «uomo cinese» (kina in lingua dusun) che fa riferimento ad un racconto popolare in cui un avventuriero cinese raggiunge le falde della montagna convinto che sulla sua vetta si trovi una pietra preziosa guardata da un drago. Mentre attende il momento propizio per effettuare la pericolosa scalata, l'uomo prende residenza in un villaggio circostante e sposa una donna del luogo. Una volta recuperata la pietra, l'avventuriero torna in Cina, ma promette alla moglie che sarebbe tornato a prenderla. L'uomo non si fa più vedere, e la donna, convinta che il marito sia perito in mare, decide di scalare la montagna per congiungersi, nella morte, col suo amato.
Una tradizione locale Kadazandusun anche più diffusa riconduce la parola al termine Aki Nabalu che significa «nonno Nabalu». Nabalu è un'altra parola di etimologia incerta, ma con un significato abbastanza definito («luogo della morte», «spirito della morte»). Il nome Kinabalu combinerebbe, quindi, il senso di rispetto per gli anziani tipico di queste culture (qualunque persona molto anziana è chiamata «nonno» (aki) o «nonna» (odu) indipendentemente dalle relazioni di parentela), il culto degli antenati dei Dusun e la loro paura superstiziosa verso il soprannaturale (gli stessi termini aki e odu possono indicare anche, rispettivamente, uno spirito spaventoso e la sua incarnazione) con la maestosità e le insidie ambientali di questa grande montagna.
Il significato di Kota è, al contrario, piuttosto chiaro. Si tratta di una parola malese che indica una «fortezza», un «paese», una «città», e ricorre nel nome di altre città e villaggi della Malesia quali Kota Bahru, Kota Tinggi e Kota Kemuning.

### Altri nomi
Api-Api («fuoco-fuoco» in malese) è il nome colloquiale che gli abitanti del luogo di etnia Bajau diedero alla stazione commerciale di Jesselton a partire dal 1899. L'origine del nome viene riferita, comunemente, alle grida allarmate (fuoco! fuoco!), da parte della gente sulla costa, alla vista delle fiamme che si levarono dall'isola di Pulau Gaya quando la precedente stazione commerciale fu incendiata, durante la rivolta del 1897. Altre ipotesi attribuiscono il toponimo ad un fiume della zona (il Sungai Api-Api) o, in alternativa, al nome locale (api-api) dell'avicennia germinans, un albero comune nelle foreste a mangrovie della zona. Questo nome rimase a lungo popolare, anche a causa della difficoltà di pronuncia del nome inglese da parte dei locali, e traslitterato come 亚庇 (pronunciato ah-bi in lingua hakka) fu adottato dai residenti cinesi di etnia Hakka che, in parte, lo usano ancor oggi.
Un altro nome storico è Deasoka, che significa pressappoco «sotto l'albero del cocco» in lingua Bajau. I Bajau usavano questo nome per indicare un villaggio situato nella parte meridionale della città che abbondava di palme da cocco. Un altro nome era Singgah Mata (letteralmente «occhio di passaggio») traducibile indicativamente come «piacevole alla vista». Era questo il nome dato dai pescatori di Pulau Gaya alla striscia di terra dove oggi sorge il centro cittadino di Kota Kinabalu.
Attualmente tutti questi nomi vengono ripresi da strade o edifici cittadini (e.s.: Lintasan Deasoka, Api-Api Centre, Jalan Singgah Mata, Jesselton Point).

## Capitale
Come capitale, Kota Kinabalu riveste un ruolo significativo per le condizioni politiche ed economiche della popolazione nell'intero stato. La città è la sede del governo del Sabah e ne ospita quasi tutti i dicasteri e le agenzie governative, oltre alla maggior parte delle agenzie e dei dipartimenti del governo federale malese. L'assemblea legislativa dello stato del Sabah si trova nelle vicinanze della baia di Likas. Quattro deputati rappresentano i rispettivi distretti elettorali della città al governo federale: Sepanggar (P.171), Kota Kinabalu (P.172), Putatan (P.173) e Penampang (P.174). La popolazione elegge anche 9 rappresentanti all'assemblea legislativa del Sabah dalle assemblee distrettuali di: Karambunai, Inanam, Likas, Api-Api, Luyang, Tanjung Aru, Petagas, Kepayan, e Moyog.